# Hiragana
El hiragana (平仮名; ひらがな) és un dels dos sil·labaris emprats en l'escriptura japonesa junt amb el katakana. També se sol utilitzar el hiragana per referir-se a qualsevol dels caràcters del sil·labari.
Aquests caràcters, i contràriament als kanji, no tenen cap valor conceptual, sinó únicament fonètic. S'utilitza per exemple per a les terminacions verbals i les declinacions (okurigana), mentre que les arrels de les paraules s'expressen amb kanjis.
El sil·labari hiragana consta de 46 caràcters que representen síl·labes formades per una consonant i una vocal, o bé una única vocal. L'única consonant que pot anar sola és la 'n'.
L'hiragana s'empra a l'escriptura de paraules japoneses, partícules i desinències verbals; en contrast amb el katakana que s'utilitza per a paraules estrangeres i onomatopeies. És per això que l'hiragana és el primer sil·labari que aprenen els nens nipons. Els manga per a adolescents i joves, per exemple, encara tenen els kanjis considerats difícils, transcrits a sobre amb el sil·labari hiragana, el que s'anomena furigana. A mesura que aprenen els kanji, els estudiants van reemplaçant els caràcters sil·làbics en favor dels caràcters xinesos.
El hiragana té les formes més arrodonides que el katakana i al Japó és considerat més simple. És un sil·labari que van inventar les dones quan no tenien accés a aprendre l'escriptura, per això es considera un sil·labari femení mentre que el katakana es considera masculí.

## Caràcters hiragana bàsics
A continuació hi ha la taula dels caràcters bàsics (sense accents ni caràcters modificadors) que componen el sil·labari hiragana, juntament amb la romanització Hepburn de cadascun que n'indica la pronúncia.
|          | A       | I        | U        | E       | O           |
| -------- | ------- | -------- | -------- | ------- | ----------- |
|          | あ (a)  | い (i)   | う (u)   | え (e)  | お (o)      |
| K        | か (ka) | き (ki)  | く (ku)  | け (ke) | こ (ko)     |
| S        | さ (sa) | し (shi) | す (su)  | せ (se) | そ (so)     |
| T        | た (ta) | ち (chi) | つ (tsu) | て (te) | と (to)     |
| N ん (n) | な (na) | に (ni)  | ぬ (nu)  | ね (ne) | の (no)     |
| H        | は (ha) | ひ (hi)  | ふ (fu)  | へ (he) | ほ (ho)     |
| M        | ま (ma) | み (mi)  | む (mu)  | め (me) | も (mo)     |
| Y        | や (ya) |          | ゆ (yu)  |         | よ (yo)     |
| R        | ら (ra) | り (ri)  | る (ru)  | れ (re) | ろ (ro)     |
| W        | わ (wa) |          |          |         | を (wo / o) |

Anteriorment existien dos caràcters hiragana més: ゐ (wi), ゑ (we). Tanmateix, han caigut en desús i ja no s'utilitzen. El caràcter wo (を) pràcticament només s'utilitza per a la partícula gramatical que es pronuncia o a la majoria de dialectes.
- Quant a la pronúncia, a grans trets tenim que:
  - Les vocals "a" i "i" són com en català /a/ i /i/.
  - Les vocals "e" i "o" són mitjanes /e̞/ i /o̞/ com en rossellonès, encara que es poden realitzar com les vocals tancades de la resta del català.
  - La vocal "u" és no arrodonida /ɯ/.
  - La "y" és la semivocal de la "i", /j/.
  - La "w" és la semivocal de la "u", /ɰᵝ/.
  - La "r" és la suau o bategant /ɾ/.
  - Com a l'ortografia anglesa, "sh" i "ch" representen la xeix i la tx del català, és a dir, /ʃ/ i /t͡ʃ/.
  - També com a l'anglès, la "h" és aspirada /h/.
  - S'escriu "s" la essa sorda /s/, també entre vocals. La essa sonora s'explica al següent apartat.
  - La "f" generalment és bilabial /ɸ/.
  - La resta de consonants són les esperables en l'ortografia catalana.

## Formació de nous sons mitjançantnigori
Existeixen uns accents diacrítics en japonès anomenats nigori. Serveixen per a formar consonants sonores o impures (cas de les G, Z, D i B) o la mig impura P.
- En el primer cas, el de les consonants sonores, s'utilitza el dakuten (濁点), col·loquialment anomenat ten-ten (点々, punts), que es representa amb dos traços diagonals curts a la part superior dreta del caràcter (゛).

- Per a formar el so P, s'utilitza el handakuten (半濁点), col·loquialment anomenat maru (丸, cercle), que té forma de cercle i s'escriu també a la part superior dreta del caràcter (゜).

|   | A       | I       | U       | E       | O       |
| - | ------- | ------- | ------- | ------- | ------- |
| G | が (ga) | ぎ (gi) | ぐ (gu) | げ (ge) | ご (go) |
| Z | ざ (za) | じ (ji) | ず (zu) | ぜ (ze) | ぞ (zo) |
| D | だ (da) | ぢ (ji) | づ (zu) | で (de) | ど (do) |
| B | ば (ba) | び (bi) | ぶ (bu) | べ (be) | ぼ (bo) |
| P | ぱ (pa) | ぴ (pi) | ぷ (pu) | ぺ (pe) | ぽ (po) |

- Quant a la pronúncia:
  - La "g" és dura /g/ sempre, també davant de les vocals e, i.
  - La "j" i la "z" són com les catalanes, /ʒ/ i /z/ (essa sonora).
  - La resta de consonants també són com les habituals catalanes.

## Palatalització
Existeixen unes versions petites dels caràcters ya (ゃ) yu (ゅ) i yo (ょ) anomenades yō-on que serveixen per a palatalitzar una consonant o afegir-hi els diftongs /ja/, /jɯ/, /jo/, si es col·loquen després del seu caràcter en la versió acabada en -i.
|     | YA         | YU         | YO         |
| --- | ---------- | ---------- | ---------- |
| KI  | きゃ (kya) | きゅ (kyu) | きょ (kyo) |
| SHI | しゃ (sha) | しゅ (shu) | しょ (sho) |
| CHI | ちゃ (cha) | ちゅ (chu) | ちょ (cho) |
| NI  | にゃ (nya) | にゅ (nyu) | にょ (nyo) |
| HI  | ひゃ (hya) | ひゅ (hyu) | ひょ (hyo) |
| MI  | みゃ (mya) | みゅ (myu) | みょ (myo) |
| RI  | りゃ (rya) | りゅ (ryu) | りょ (ryo) |
|     |            |            |            |
| GI  | ぎゃ (gya) | ぎゅ (gyu) | ぎょ (gyo) |
| JI  | じゃ (ja)  | じゅ (ju)  | じょ (jo)  |
| BI  | びゃ (bya) | びゅ (byu) | びょ (byo) |
| PI  | ぴゃ (pya) | ぴゅ (pyu) | ぴょ (pyo) |

- Quant a la pronúncia:
  - La "ny" és com en català /ɲ/.
  - La resta es pronuncien seguint les mateixes normes dels apartats anteriors.

## Consonants dobles o geminades
Les consonants dobles o geminades es formen escrivint un caràcter tsu petit (っ) anomenat sokuon davant de la consonant en qüestió. Només es doblen les consonants k, s, t, p. Exemples: よっか yokka (dia 4 del mes), ざっし zasshi (revista), だった datta (passat del verb ser), にっぽん nippon (Japó). La pronúncia és: yok-ka, zas-shi, dat-ta, nip-pon, és a dir, la consonant sona dues vegades.
Quant a les consonants nasals "m" i "n", es doblen escrivint ん davant. Exemples: おんな onna (dona), うんめい unmei (destí). De la mateixa manera que en català, la "n" ん es pronuncia /m/ davant de /p/ o /b/. Exemples: せんぱい senpai es pronuncia /sempai/.
Els símbols d'iteració hiragana són ゝ (estàndard, sense nigori) i ゞ (sonor, amb nigori dakuten) però actualment no s'acostumen a emprar, només en alguns noms propis com el de l'empresa Isuzu (いすゞ).

## Vocals llargues
Finalment, existeixen vocals llargues (sovint romanitzades amb un màcron) que es formen de la següent manera:
- (Caràcter en -a) + a. Per exemple: おかあさん okaasan o okāsan (mare) pronunciat /okaːsan/
- (Caràcter en -i) + i: Per exemple: おにいさん oniisan o onīsan (germà gran) pronunciat /oniːsan/
- (Caràcter en -u) + u: Per exemple: じゅう juu o jū (deu) pronunciat /ʒɯː/
- (Caràcter en -e) + e: Per exemple: おねえさん oneesan o onēsan (germana gran) pronunciat /oneːsan/
- (Caràcter en -e) + i: Per exemple: せんせい sensei o sensē (mestre) pronunciat /senseː/
- (Caràcter en -o) + o: Per exemple: おおきい ookii o ōkī (gran) pronunciat /oːkiː/
- (Caràcter en -o) + u: Per exemple: ありがとう arigatou o arigatō (gràcies) pronunciat /aɾigatoː/

En alguns casos també es pot emprar el chōon (ー) en hiragana per a formar vocals llargues igual com es fa en katakana, però no és habitual.

## Observacions
- La "n" (ん) es considera una síl·laba (concretament una mora).
- Els dos kana "ji" (じ i ぢ) tenen la mateixa pronunciació en la majoria de dialectes, són caràcters yotsugana.
- Els dos kana "zu" (ず i づ) també tenen la mateixa pronunciació en la majoria de dialectes.
- La "ō" llarga es pot escriure oo (おお) o bé ou (おう).
- La "ē" llarga es pot escriure ee (ええ) o bé ei (えい).